# Antonín Sova

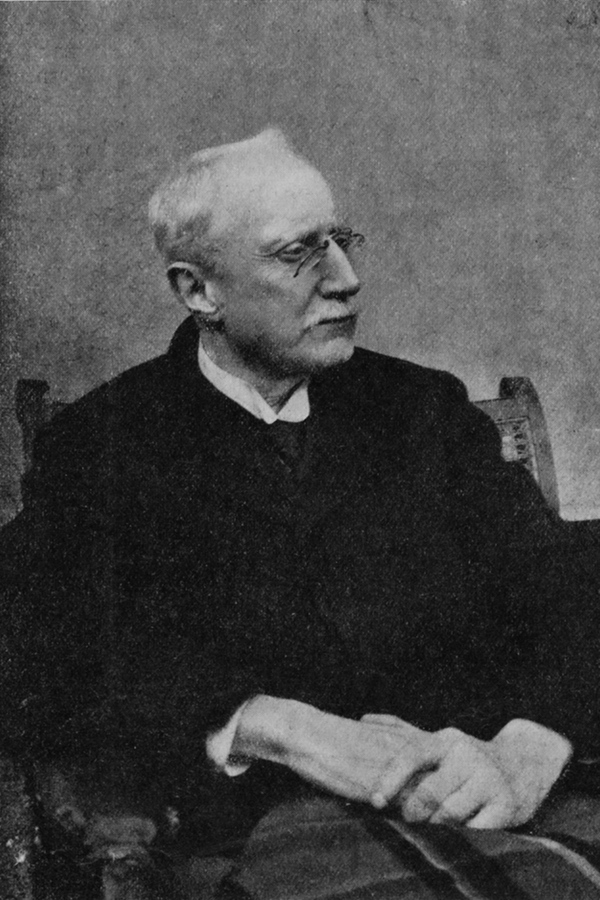
Antonin Sova v roce 1922

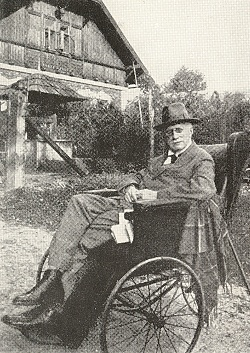
Antonín Sova

Antonín Sova (26. února 1864 Pacov – 16. srpna 1928 Pacov) byl český básník, spisovatel a 1. ředitel Městské knihovny v Praze.

## Rodina
Jeho otec Jan Sova (1827–1910) byl venkovským učitelem a regenschorim. Od roku 1855 učil v jihočeském Pacově, kde se 11. 11. 1862 oženil s Josefou Skalickou (1837–1878). Zde se také 26. února 1864 na místním zámku narodil Antonín Sova.
Roku 1866 se rodina přestěhovala do blízkého Lukavce. Otec byl prvním básníkovým učitelem i v oblasti umění, zejména hudby. Citově však byl Sova vázán více k matce – její smrt a otcův nový sňatek (1879) se Sabinou Dvořákovou (1852) patřily k intenzivním zážitkům, jež se později objevily v několika spisovatelových dílech.
Antonín byl nejstarší, měl čtyři vlastní sourozence, z nichž se dožila dospělého věku jen Marie Fořtová (1870–1957) a osm nevlastních sourozenců, z nichž se dožil dospělého věku jen nejmladší Rudolf (1890). V listopadu 1900 se oženil s Marií Kovaříkovou (1883), se kterou měl syna Jana (1901–1945). Roku 1921 se rozvedli.

## Životopis
Velký význam pro Sovovo básnické zrání mělo lukavecké přátelství se sestrami básníka Jaroslava Vrchlického, které mu přiblížily poezii lumírovců. Gymnázium Sova studoval nejprve v Pelhřimově, Táboře a od roku 1880 v Písku, kde v polovině 80. let maturoval. První básnické příspěvky otiskl ještě za středoškolských studií pod pseudonymem Ilja Georgov a Valburga Turková.
Po maturitě odešel do Prahy studovat práva, ale zanedlouho musel pro nedostatek finančních prostředků studií zanechat a vrátit se domů. Roku 1892 navštívil Itálii. S pomocí básníka Adolfa Heyduka, s nímž se seznámil v Písku, a Jaroslava Vrchlického se roku 1886 uchytil v Ottově slovníku naučném a o rok později nastoupil místo písaře-protokolisty ve zdravotním referátu pražského magistrátu. V letech 1898–1920 byl ředitelem pražské Městské knihovny. V této funkci byl vyslán roku 1901 na exkurzi do knihoven v Německu a Belgii.
Aktivně se účastnil práce ve spolku beletristů Máj a v literárním odboru Umělecké besedy. Roku 1895 podepsal kolektivní vystoupení spisovatelů a publicistů manifest České moderny. Od Filozofické fakulty Univerzity Karlovy obdržel čestný doktorát dr. h. c.
Těžká choroba (s největší pravděpodobností syfilis), která se u Sovy projevila již před světovou válkou, mu nakonec znemožnila volný pohyb. Zemřel 16. srpna 1928 v Pacově. Pohřben byl v tzv. Park Antonína Sovy u silnice z Pacova směrem na Lukavec. Roku 1934 zde byl vztyčen kamenný pomník, v němž je uložena urna s básníkovým popelem. Nápis na desce zní „Kruh se uzavírá“.

## Dílo
Jeho dílo bylo ovlivněno dobovými uměleckými směry realismem, symbolismem a impresionismem. V pozdější době se soustředil na přírodní a subjektivní lyriku. Jeho přírodní lyrika je spojena s jihočeským krajem, jeho milostná poezie je psána písňovou formou.
Sova svými díly útočil proti společnosti a dával najevo protispolečenské postoje celé mladé generace. V jeho dílech se zároveň objevuje vlastenectví a hledání morálních a společenských hodnot.

### Poezie
- Realistické sloky (1890) – realistická sbírka
- Květy intimních nálad (1891) – impresionistická přírodní lyrika, náladové obrazy, obrazy české krajiny, vizuální dojem, do krajiny promítá své duševní stavy [9]
- Z mého kraje (1893) – básnický portrét rodného kraje, Pacovska a Lukavecka [10]
- Soucit i vzdor (1894) – básně z roku 1891–1894 [11]
- Zlomená duše (1896) – symbolistická sbírka, mladá generace, rozpor mezi snem a skutečností, v tomto díle se A. Sova rozchází se společností, psáno volným veršem [12]
- Vybouřené smutky (1897) – symbolistická sbírka [13]
- Údolí nového království (1900) [14]
- Ještě jednou se vrátíme (1900) – kniha veršů z r. 1892–1899, symbolistické dílo [15]
- Dobrodružství odvahy (1906) [16]
- Lyrika lásky a života (1906) [17]
- Zápasy a osudy (1910) [18]
- Žně (1913) [19]
- Kniha balladická (1915) [20]
- Zpěvy domova (1918) – vlastenecká poezie, reakce na 1. světovou válku, odpor k válce, obavy o osud národa, přimknutí k základním hodnotám – rodině, tradici a české krajině [21]
- Krvácející bratrství – Rozjímaní ranní i navečerní (1920) – dvojsbírka obsahující jak sociální a občanskou lyriku plnou budovatelského patosu první republiky, tak intimní meditativní verše [22]
- Básníkovo jaro (1921) [23]
- Jasná vidění (1922) [24]
- Básně nesobeckého srdce (1922) [25]
- Naděje a bolesti (1924) [26]
- Drsná láska (1927) [27]
- Hovory věcí (1929) – posmrtně vydaný soubor básní, editor Arne Novák [28]
- Za člověkem (1930) – posmrtně vydaný soubor básní, editor Arne Novák [29]

### Próza
- Próza (1898), povídky [30]
- Ivův román (1902), román [31]
- Povídky a menší črty (1903), povídky [32]
- Výpravy chudých (1903), román [33]
- O milování, lásce a zradě I, II (1908), povídky [34]
- Tóma Bojar (1910), román [35]
- Pankrác Budecius, kantor (1916), novela o venkovském kantorovi z konce 18. století
- Koloběh starostí a jiné povídky (1920), povídky
- Kasta živořících a jiné prózy (1924), povídky

### Odraz v kultuře
Sovovu poesii zhudebnila řada českých skladatelů, mezi nejvýznamnější patří písňový cyklus Vítězslava Nováka Údolí nového království.
Antonínu Sovovi, a zejména jeho přírodní lyrice, se věnuje humoristická a sarkastická skladba Antonín Sova české hardcore-folkové skupiny Jananas.
Jeho báseň Pastorale ze sbírky Vybouřené smutky zhudebnila alternativní folková skupina Zrní.
Další dvě jeho básně Píseň a Vysoká obloha v září zhudebnila brněnská kapela Zabásnění.
Báseň "Kdo vám tak zcuchal tmavé vlasy" zhudebnila ve funk-rockovém stylu kapela Hm... 